# 瓦里潘帕區

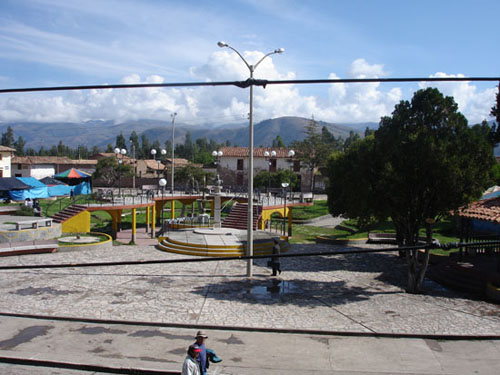

瓦里潘帕區（西班牙語：Distrito de Huaripampa），是秘魯的一個區，位於該國中部胡寧大區的豪哈省，始建於1864年11月16日，面積14.19平方公里，海拔高度3,354米，2005年人口1,190，人口密度每平方公里84人。